# WDR Big Band
Le WDR Big Band est le big band de la station de radio allemande Westdeutscher Rundfunk (WDR) à Cologne. Il est passé d'un orchestre de divertissement, tel qu'il en existait dans les années 1940 jusqu'aux années 1970, à un ensemble artistique qui, depuis les années 1980, est également reconnu au niveau international comme l'un des principaux big bands radiophoniques et jouit d'une grande liberté artistique.

## Histoire

### Orchestre de danse et orchestre Edelhagen comme précurseurs
L'origine de l'actuel WDR Big Band se trouve dans l'ancienne station de radio NWDR, qui fut créée en août 1946 à Cologne (le prédécesseur de l'actuelle WDR), qui était dirigée par Otto Gerdes (de) et qui se produisait en alternance avec le Radio-Tanzorchester Hamburg dirigé par Kurt Wege (de) dans l'unique programme de la NWDR.

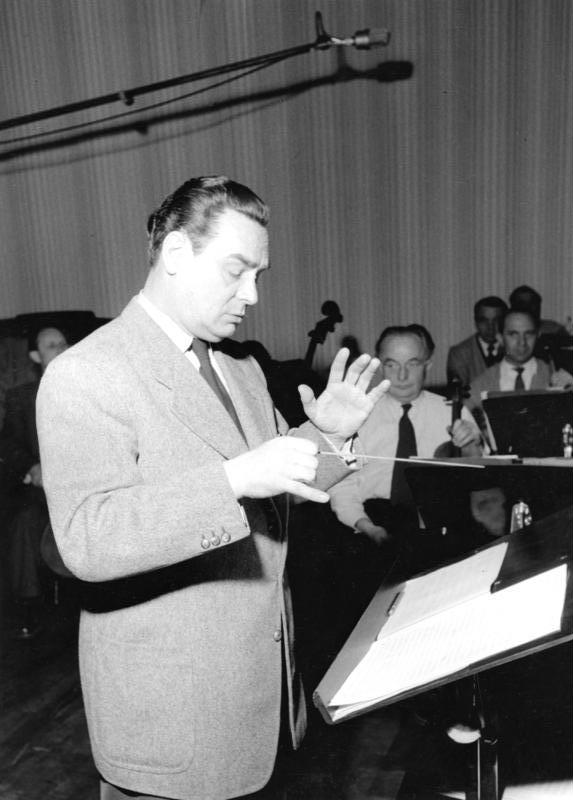
Adalbert Luczkowski dirige l'orchestre de danse et de divertissement (1954).

Dès l'automne 1947, Otto Gerdes changea de chef d'orchestre pour un orchestre de la Südwestfunk (SWF). Il fut remplacé par Adalbert Luczkowski (de), qui avait travaillé dans l'ensemble de cordes du « Deutsches Tanz- und Unterhaltungsorchester » (orchestre allemand de danse et de divertissement) fondé pendant la guerre et qui voulait peut-être poursuivre la tradition de ce groupe à Cologne. Quoi qu'il en soit, l'orchestre existant fut désormais appelé « Kölner Tanz- und Unterhaltungsorchester » (KTUO). Parmi les solistes de cet orchestre, on comptait Heinz Schachtner (de) (trompette), Erich Well (trombone) et les saxophonistes Eddie Reisner et Paul Peuker.
Depuis 1956, l'orchestre est officiellement soutenu par la WDR. C'est à cette époque que la WDR découvre son attrait pour le jazz. Mais comme le KTUO existant n'était pas conçu pour cela, Kurt Edelhagen (de) fut chargé d'animer un big band de jazz qu'il dirigeait et dont la composition était pour la première fois internationale. En 1957, Kurt Edelhagen quitta la SWF pour la WDR et emmena avec lui trois musiciens de son ancien groupe à Cologne. Il a réuni tous les autres dans toute l'Europe, et avec des musiciens de huit nations, le groupe était au complet. La composition changea toutefois constamment, Edelhagen étant connu pour une forte « usure » des musiciens. Le nouvel « Orchestre Kurt Edelhagen » est resté un groupe indépendant sous le nom de son chef et n'était pas un « orchestre de radio ». Seul Edelhagen avait un contrat d'entreprise avec la WDR, qui devait être renouvelé chaque année. En ce sens, il ne peut être considéré que dans un sens large comme le précurseur du « Big Band de la WDR». Après la résiliation de son contrat par la WDR fin 1972 et la fin de son propre big band, Edelhagen a enregistré entre 1976 et 1980 avec le « WDR-Tanzorchester ».

### Transformation en big band
Après le départ à la retraite d'Adalbert Luczkowski en 1966, l'ancien chef du RIAS Tanzorchester (de) de Berlin, Werner Müller (de), lui succéda en 1967. L'orchestre de danse et de divertissement de Cologne, dirigé par Adalbert Luczkowski, puis par Müller sous le nom de « WDR Tanzorchester Werner Müller », travailla jusqu'en 1972 aux côtés de l'orchestre d'Edelhagen à la WDR. Werner Müller a parfois réuni les musiciens de son groupe avec les cordes de l'orchestre radiophonique de la WDR pour former le « Grand orchestre de divertissement de la WDR ». A la fin des années 1970, le WDR Tanzorchester avait perdu beaucoup de sa popularité et il fut décidé de transformer la formation en un big band de jazz sur le modèle d'Edelhagen. Le groupe de cordes fut dissous et en 1980, la formation devint le "WDR Big Band".

### Orchestre de jazz contemporain
En même temps, de nouvelles forces furent appelées dans la formation, qui étaient toutes également de bons solistes. C'est ainsi que furent posées les conditions pour le passage d'un orchestre avec un répertoire d'orchestre de danse à un orchestre de jazz avec un profil de programme innovant et des projets stylistiquement variés. De nouveaux musiciens comme Rolf Römer (de), qui a rejoint le groupe en 1981, ont été fascinés par « la diversité conceptuelle dans le travail de l'orchestre, mais aussi par le potentiel musical et soliste » de leurs collègues de l'orchestre. Depuis 2004, Karolina Strassmayer (de) (saxophone alto) fait partie du groupe, c'est la première fois qu'une femme fait partie de l'orchestre. De 2014 à 2019, l'orchestre a également disposé d'une femme jouant des cuivres en la personne de Shannon Barnett (de).

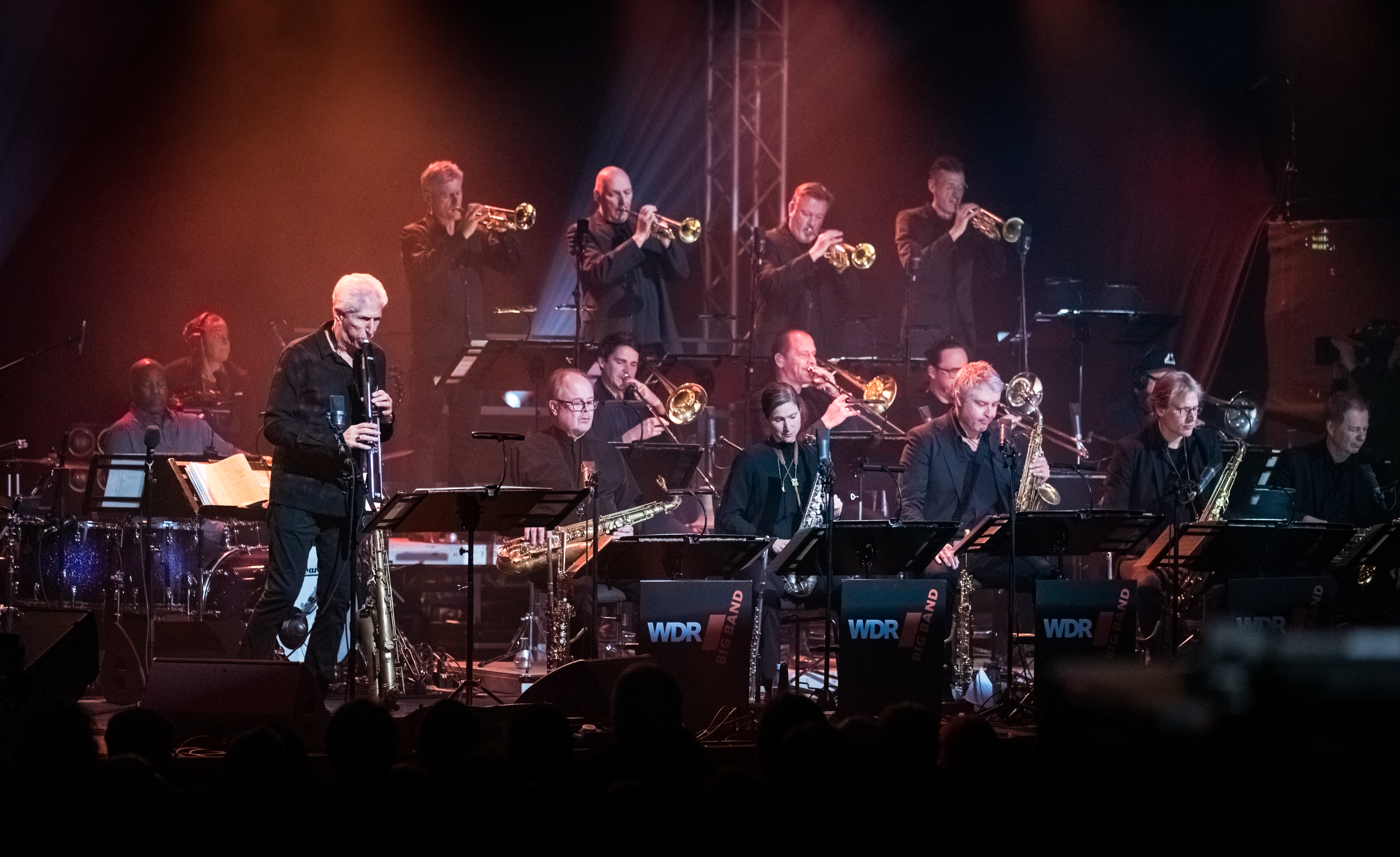
WDR Big Band avec le groupe Yellowjackets (Leverkusener Jazztage 2019).

En 1985, Jerry van Rooyen fut chargé de poursuivre l'organisation et la direction de l'ensemble en remplacement de Müller, auquel succéda Bill Dobbins en 1994 ; 50 pour cent des productions furent désormais confiées à des chefs d'orchestre et arrangeurs invités . En septembre 1987, Wolfgang Hirschmann fut nommé premier ingénieur du son et producteur du WDR Big Band ;  de 1996 à janvier 2002, Hirschmann a été leur manager d'orchestre, dont il a constamment élargi le répertoire. Sur cette lancée, il a été suivi par Lucas Schmid et les managers ultérieurs du groupe. Depuis, le WDR Big Band a aussi bien enregistré ses propres disques que soutenu des solistes invités comme Dave Liebman, Eddie Harris, Jens Winther ou Raul Midón, ainsi que des compositeurs et arrangeurs comme Bob Brookmeyer, Jim McNeely, Stefan Pfeifer-Galilea ou Maria Schneider. A une époque où les big bands se sont éteints, le “'WDR Big Band”' s'est forgé une réputation de force artistique importante dans le monde des big bands contemporains. Le WDR Big Band a été récompensé à plusieurs reprises.
Le chef d'orchestre principal est Bob Mintzer depuis 2016. En même temps, Vince Mendoza a été présenté comme nouveau « compositeur en résidence » de l'orchestre.
Outre le travail artistique régulier, le WDR Big Band s'engage également pour la relève - outre des ateliers pour les élèves d'écoles sélectionnées, il réalise un programme de formation appelé « Composers Fellowship » pour les jeunes compositeurs. Les participants suivent pendant deux ans les cours de Florian Ross et assistent aux répétitions et aux concerts de l'orchestre ; les œuvres qu'ils ont créées sont répétées et interprétées avec l'orchestre et présentées au public.

## Chef d'orchestre
Les chefs d'orchestre suivants ont dirigé le groupe jusqu'à présent :
- Otto Gerdes (1946-1947)
- Adalbert Luczkowski (1947-1967) / Johannes Fehring  (1963-1965)

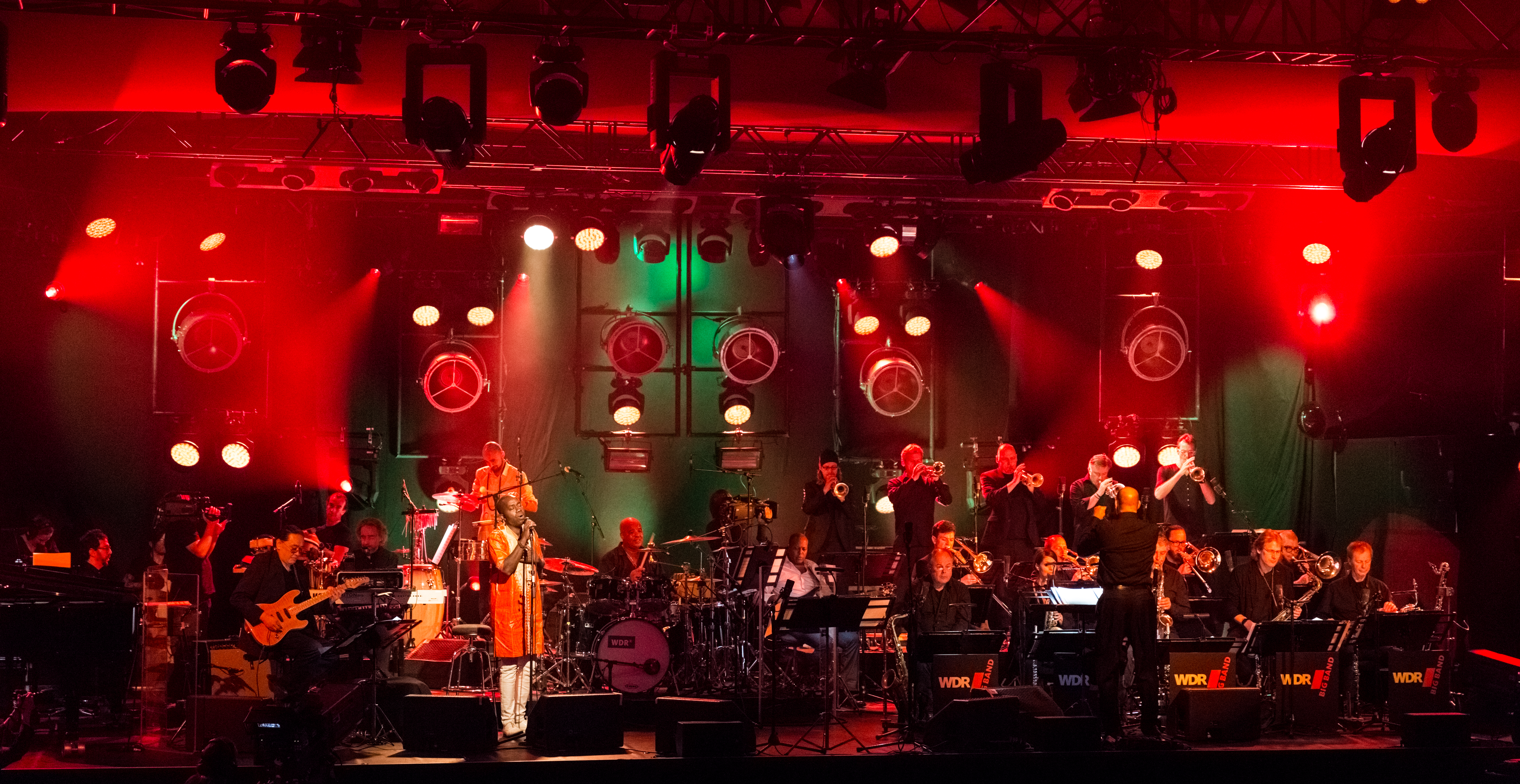
WDR Big Band avec Mokhtar Samba en live au Leverkusener Jazztage 2016.

- Werner Müller (1967-1985)
- Jerry van Rooyen (1985-1995)
- Bill Dobbins (1995-2002)
- Michael Abene (2003-2014)
- Richard DeRosa (2014-2016)
- Bob Mintzer (depuis l'été 2016)[6].

## Formation actuelle
La formation actuelle (2025) est composée de,
- saxophone : Karolina Strassmayer (as), Johan Hörlén (as), Paul Heller (ts), Ben Fitzpatrick (ts), Jens Neufang (bs)
- trompette : Andy Haderer, Rob Bruynen, Wim Both, Ruud Breuls
- trombone : Ludwig Nuss, Mattis Cederberg, Raphael Klemm, Andy Hunter
- section rythmique : Billy Test (claviers), Hans Dekker (batterie)

## Récompenses
En 2007, le WDR Big Band a reçu un Grammy : L'album « Some Skunk Funk », enregistré lors des journées du jazz de Leverkusen en 2003 avec Will Lee, Randy et Michael Brecker, a été récompensé comme meilleur album d'un grand ensemble de jazz. Michael Brecker a également reçu à titre posthume le Grammy du meilleur solo instrumental de jazz pour le morceau « Some Skunk Funk ».
Le WDR Big Band s'est également distingué lors de la 50e cérémonie des Grammy Awards en 2008 : la production commune entre le WDR Big Band et la chanteuse Patti Austin, « Avant Gershwin », a été élue meilleur « album de jazz vocal » de l'année. Le deuxième Grammy a été remporté par le WDR Big Band et Vince Mendoza dans la catégorie « Best Instrumental Arrangement » pour l'arrangement « In a Silent Way », composé par Joe Zawinul, décédé en 2007. L'enregistrement a été réalisé en octobre 2005 à Vienne, le morceau fait partie des enregistrements live publiés sur le double album “Brown Street” en 2006.
L'album “Live at the Philharmonie Cologne”, réalisé en collaboration avec Bill Laurance, a reçu en 2021 le Deutscher Jazzpreis (de) dans la catégorie « Production radiophonique de l'année ».
En janvier 2021, le WDR Big Band a reçu le « Prix Innovation 2020 » de la Fondation allemande des orchestres pour l'application « WDR Big Band Play Along App », qui permet aux musiciens de jouer virtuellement avec le big band.

## Discographie (sélection)
- 2025
  - Interaction (de), 3 Cohens et le WDR Big Band[12] (label Anzic)
    - Anat Cohen (clarinette ), Avishai Cohen (trompette) et Yuval Cohen (saxophone soprano)

- 2022
  - Center Stage, Steve Gadd et le WDR Big Band (nommé pour un Grammy 2023)[13]
  - Birth of a Bird : Celebrating the music of Charlie Parker, Jörg Achim Keller (lead), Johan Hörlén (as), Luigi Grasso (as), (enregistré le 5 septembre 2020 à la Kölner Philharmonie, pendant la COVID-19, label Jazzline)[14],[15]
- 2021
  - Ich frag die Maus, Mark Forster et le WDR Big Band
- 2020
  - Jackets XL, Yellowjackets + WDR Big Band (nommé pour un Grammy 2022)[13]
  - Blue Soul, Dave Stryker et le WDR Big Band[16]
  - Storytellers (de), Luciana Souza (de) et le WDR Big Band de Cologne

- 2019
  - Live at the Philharmonie, Cologne, Bill Laurance et le WDR Big Band (Prix allemand du jazz 2021 en tant que production radiophonique de l'année)[17]
- 2018
  - Always Forward, Marshall Gilkes (de) et le WDR Big Band
- 2017
  - Homecoming, Vince Mendoza (de) et le WDR Big Band (nommé pour un Grammy)[13]
- 2016
  - Radar: Live at Theater Gütersloh (Intuition) avec Michel Portal, Richie Beirach et le WDR Big Band
  - Steppin' Out, Steps Ahead et le WDR Big Band[18]
- 2015
  - Köln (en), Marshall Gilkes (en) et le WDR Big Band Köln (nommé pour un Grammy)[13]
  - My Personal Songbook, Ron Carter et le WDR Big Band de Cologne.
  - Big Band Boom, Metro et le WDR Big Band Köln
- 2013
  - Reineke Fuchs, pièce radiophonique avec Theo Bleckmann, Ulrich Noethen et le WDR Big Band (live à Cologne)
- 2012
  - Soul Classics, Maceo Parker et le WDR Big Band

- 2011
  - Mit großem Besteck (Avec de grands couverts), Pe Werner et le WDR Big Band
- 2009
  - Vans Joint, Bill Evans, Dave Weckl, Mark Egan et le WDR Big Band Köln (Live)
- 2007
  - Symphonica, Joe Lovano et le WDR Big Band (nommé pour un Grammy)[13]
  - Avant Gershwin, Patti Austin et le WDR Big Band de Cologne
  - Roots & Grooves, Maceo Parker et le WDR Big Band de Cologne
- 2006
  - Brown Street, Joe Zawinul et le WDR Big Band Köln (Live in Wien ; Grammy)
  - Winterwunderwelt, Götz Alsmann et le WDR Big Band Köln
- 2005
  - Plays the Music of Jimi Hendrix, Hiram Bullock, Billy Cobham, et le WDR Big Band Köln (Live, BHM)
  - Djangology, album live du guitariste de jazz Biréli Lagrène avec le WDR Big Band, (label Dreyfus Records)
  - Some Skunk Funk, Will Lee, Randy et Michael Brecker et le WDR Big Band (2x Grammy Award)[19]
- 2004
  - Midnight Jam, Joe Zawinul (Live at Zawinul's 70th birthday party at the Leverkusener Jazztage)
  - NiedeckenKoeln, Wolfgang Niedecken et le WDR Big Band Köln
  - Voices of Concord Jazz, live à Montreux.
- 2003
  - tango y postango, Néstor Marconi, Ernst Reijseger, Mark Walker et le WDR Big Band Köln
- 2002
  - Paquito D'Rivera, rythmes latins avec Paquito D'Rivera
  - For Ella, Patti Austin / Patrick Williams
  - Dedalo, Gianluigi Trovesi
  - Colours of Siam, Thorsten Wollmann.
- 2000
  - WDR Bigband, Jan Klare/Eckard Koltermann
  - Mannix Soundtracks, Lalo Schifrin
  - Jazz Goes to Hollywood, Lalo Schifrin
  - Kurt Weill - American Songs, Caterina Valente
- 1999
  - Get Hit in Your Soul, Miles Griffith / Jack Walrath
  - Latin Jazz Suite, Lalo Schifrin
- 1998
  - Prism, Bill Dobbins / Peter Erskine
  - Gillespiana, Lalo Schifrin
  - Jazz Mass In Concert, Lalo Schifrin
  - The Escape, Jens Winther
  - Your Song, Jerry van Rooyen
- 1997
  - Behind Closed Doors, Peter Erskine
  - The Last Concert, Eddie Harris
- 1996:
  - Flame
  - Jubilee, Markus & Simon Stockhausen
  - Soul to Jazz, Bernard Purdie
  - Swing & Ballades, Jerry van Rooyen
- 1994
  - Electricity, Bob Brookmeyer
  - Sketches, Vince Mendoza
- 1993
  - Cosmopolitan Greetings, George Gruntz.
  - Jazzpaña, Vince Mendoza / Arif
- 1992
  - Carambolage, Joachim Kühn
  - Traces de Trane, Peter Herborn
- 1990
  - Tribute to Thad Jones, Mel Lewis
- 1989
  - Dream of Life, Carmen McRae
  - East Coast Blowout, Jim McNeely
  - The Third Stone, Jiggs Whigham
- 1984
  - Harlem Story, Peter Herbolzheimer

## Audiovisuel
- 2010
  - Maceo Parker & WDR Big Band - A Tribute to Ray Charles. WDR Big Band Köln with Maceo Parker conducted by Michael Abene. WDR: Intuition INT 3413 2, 2010. DVD.
- 2007
  - Improvise One. WDR Big Band & WDR Rundfunkorchester Köln featuring Paquito d’Rivera and Fay Claassen conducted by Michael Abene. WDR Köln: Connector Records 59846-2, 2007. DVD.
  - Some Skunk Funk. WDR Big Band feat. Randy Brecker, Michael Brecker, and Peter Erskine conducted by Vince Mendoza. Germany: BHM Productions BHM 1020, 2003, re-released 2007. DVD.

## Liens  externes
- Die WDR Big Band
- Richard DeRosa wird neuer Chefdirigent ab Spielzeit 2014/15
- WDR Big Band Play Along App für Android & iOS

- Ressources relatives à la musique :   - AllMusic
  - Discogs
  - MusicBrainz
  - Muziekweb
  - Songkick
- Ressource relative à l'audiovisuel :   - IMDb
- Notices d'autorité :   - VIAF
  - ISNI
  - BnF (données)
  - IdRef
  - LCCN
  - GND
  - CiNii
  - Israël
  - NUKAT
  - Norvège